# Dalea luisana
Dalea luisana är en ärtväxtart som beskrevs av Sereno Watson. Dalea luisana ingår i släktet Dalea, och familjen ärtväxter. Inga underarter finns listade i Catalogue of Life.